# Номенклатура Штока
Номенклатура Штока (англ. Stock nomenclature) — у неорганічній хімії — номенклатура, в якій для позначення супеня окиснення центрального атома в йоні використовують римські цифри, напр., манганат (VII), гексааквакобальт (II), тетраоксойодат (VII).